# Homesdale
Homesdale is een Australische filmkomedie uit 1971 onder regie van Peter Weir.

## Verhaal
De verlegen mijnheer Malfry wordt uitgenodigd in een jachthuis op een eilandje voor de kust van Sydney. Hij en de andere gasten worden er op de proef gesteld door het huispersoneel. Ze worden ook gedwongen om mee te doen aan een reeks moordspelletjes. Daarbij komt langzaamaan de ware aard van de gasten naar boven.

## Rolverdeling
| Acteur           | Personage         |
| ---------------- | ----------------- |
| Geoff Malone     | Mijnheer Malfry   |
| Grahame Bond     | Mijnheer Kevin    |
| Kate Fitzpatrick | Juffrouw Greenoak |
| Barry Donnelly   | Mijnheer Vaughan  |
| Doreen Warburton | Mevrouw Sharpe    |
| James Lear       | Mijnheer Levy     |